# Anna Kowalczuk
Anna Kowalczuk, właściwie Anna Leonidowna Kowalczuk (ros. Анна Леони́довна Ковальчук, ur. 15 czerwca 1977 w Neustrelitz, NRD) – rosyjska aktorka filmowa i teatralna.
Jej ojciec był zawodowym żołnierzem Armii Radzieckiej stacjonującym w NRD. Dzieciństwo spędziła w Leningradzie, Erywaniu i Moskwie. Kształciła się w Leningradzkiej Akademii Teatralnej (klasa Anatolija Szwederskiego). Jeszcze w czasie studiów występowała w Teatrze Lensowietu. Na wielkim ekranie zadebiutowała w 1998 rolą księżniczki w filmie Miłość zła (reż. Władimir Zajkin). Jedną z najważniejszych jej ról była główna rola w serialu telewizji państwowej Rossija 1 Mistrz i Małgorzata z 2005 r.
W 2009 wystąpiła w rosyjskiej edycji Tańca z gwiazdami (partnerem aktorki był German Mażurin).

## Nagrody i odznaczenia
- Ludowy Artysta Federacji Rosyjskiej (2020)[1]